# Velg

Doorsnede van een fietsvelg (grijs), band (blauw), binnenband (roze), velglint (bleekblauw), versteviging van de band (rood).(in werkelijkheid vult de binnenband de
gehele ruimte en ligt strak tegen het velglint aan)

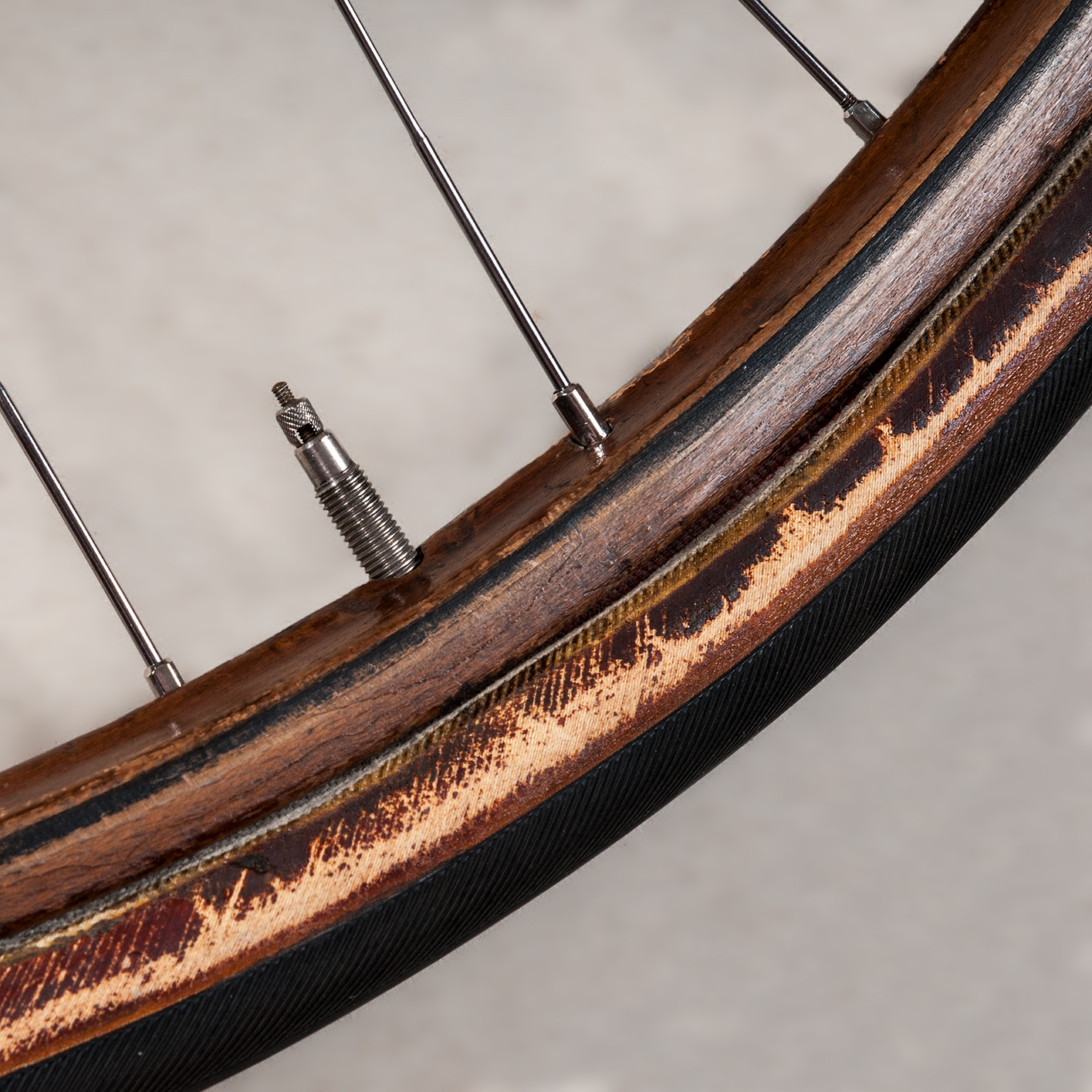

Een velg en een wielschijf vormen samen een wiel waarop een band gemonteerd is.

## Fiets
Bij een veelvoorkomende velg van een fietswiel zijn er 36 gaten (bij een standaard 28" wiel) waar de spaken met de spaaknippels doorheen steken. Hierop ligt dan een velglint om de binnenband te beschermen, en daarop liggen de binnenband en de buitenband. De velg heeft een opstaande rand waar de draad van de buitenband in valt, zodat de band niet van de velg loopt. Fietsen met velgremmen hebben soms een profiel op de velgrand, zodat de remblokjes goed grip hebben.

## Auto

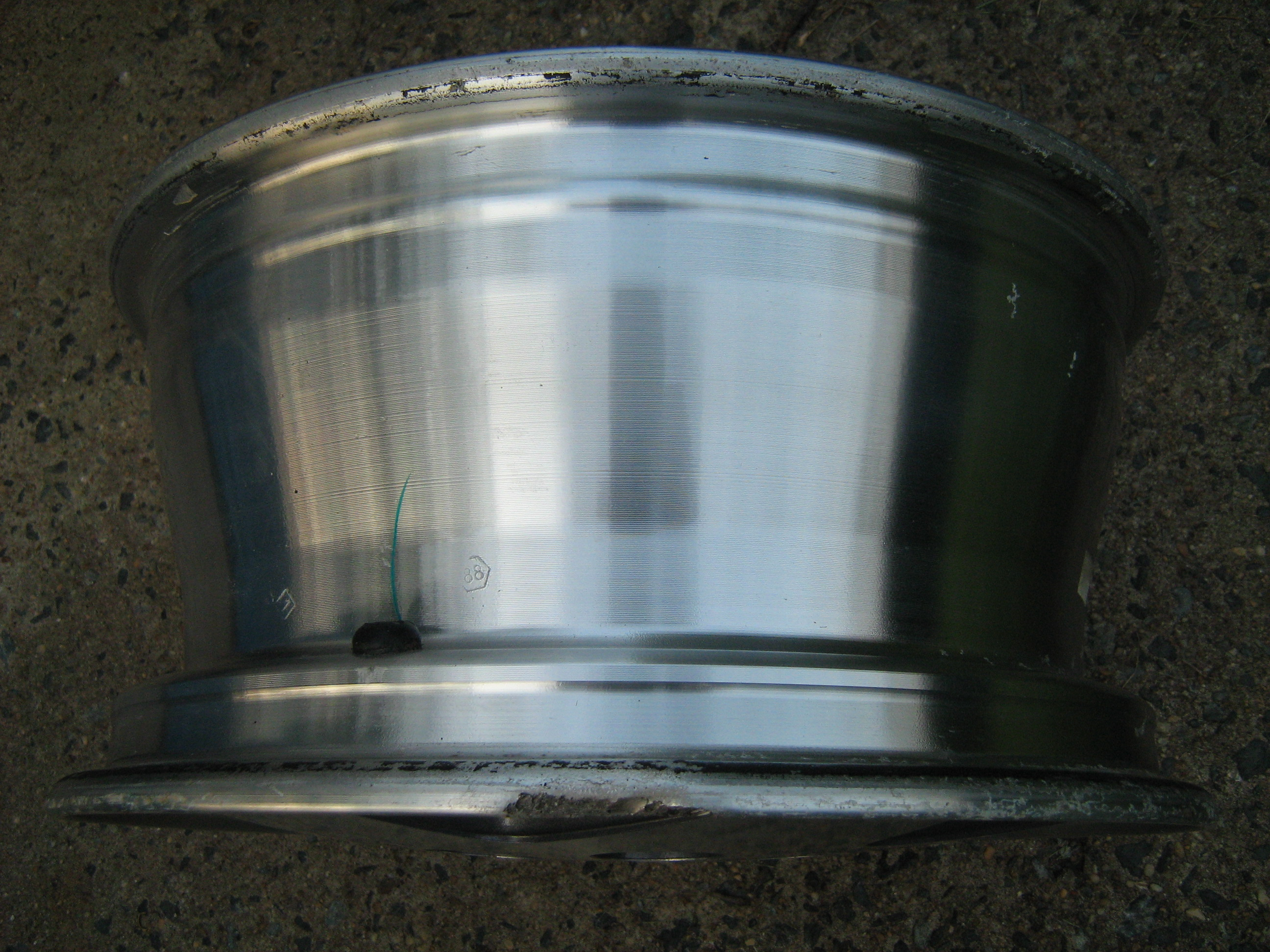
Autovelg

Bij wielen van auto's worden tegenwoordig geen spaken meer gebruikt omdat ze gevaarlijk geacht worden. Voor oldtimers zoals Jaguars waar spaakwielen origineel bij horen is een uitzondering gemaakt. Velgen van personenauto's zijn van staal of van een aluminium/magnesiumlegering.
Zie het artikel over bandenmaat met gegevens over de banden en velgmaten.

## Motorfiets

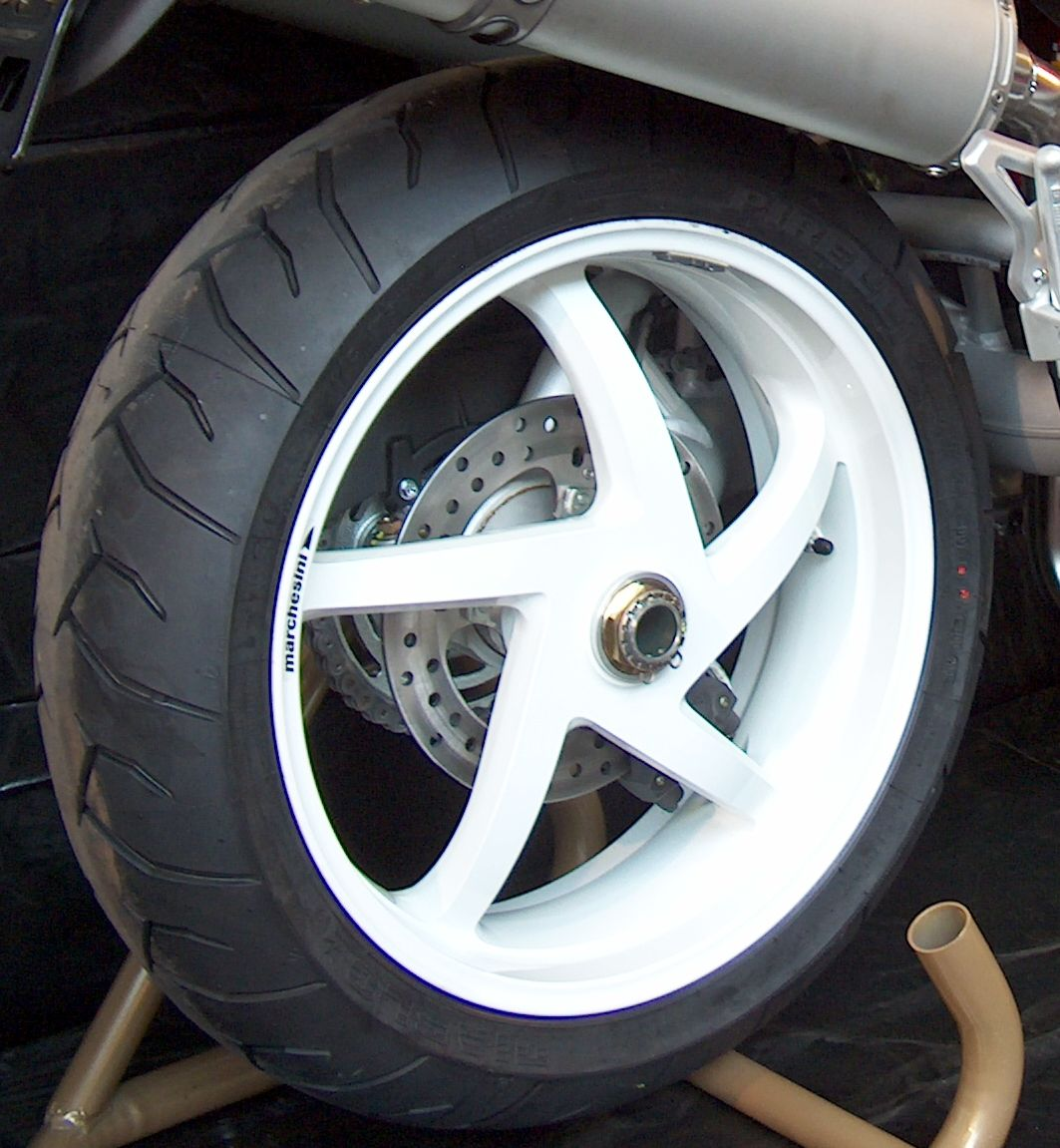
Lichtmetalen gegoten motorfietswiel

Wielen van motorfietsen leken aanvankelijk sterk op die van fietsen. In de jaren zeventig raakten echter gietwielen in zwang: lichtmetalen wielen die - door het ontbreken van losse spaken - het gebruik van tubeless banden mogelijk maakten, en bovendien niet het gevaar van gebroken spaken kenden. Ze werden aanvankelijk uitsluitend in de wegrace toegepast, hoewel niet alle coureurs er gecharmeerd van waren. Deze wielen waren indertijd ook zwaarder dan spaakwielen en bovendien minder sterk. Toch zijn ze tegenwoordig algemeen in gebruik, met uitzondering van terreinmotoren en motorfietsen die een meer "klassieke" uitstraling hebben (de retro bikes). Om toch tubeless banden te kunnen gebruiken worden soms kruisspaken toegepast, die buiten de band door de velg steken.